# Danh sách tòa nhà cao nhất Thành phố Hồ Chí Minh
Thành phố Hồ Chí Minh là thành phố đông dân nhất Việt Nam, thành phố hiện có 1,458 tòa nhà đã hoàn thành trong đó có 7 tòa nhà chưa được Emporis xếp hạng, (bao gồm 276 tòa nhà trọc trời cao trên 100 mét và 1,179 tòa nhà cao tầng). Tòa nhà cao nhất ở Thành phố Hồ Chí Minh là Landmark 81, cao 461,3 mét và đây cũng là tòa nhà cao nhất ở Việt Nam, tòa nhà cao thứ hai ở Đông Nam Á và cũng là tòa nhà cao thứ 15 trên thế giới. Tòa nhà cao thứ hai là Bitexco Financial Tower cao 262,5 mét, tòa nhà là một trong những biểu tượng của thành phố. Tòa nhà cao thứ 3 là Vietcombank Tower cao 206 mét. Tòa nhà cao thứ tư là Saigon Centre 2. Và tòa nhà Vinhomes Park 6 thuộc tổ hợp Vinhomes Central Park là tòa nhà cao thứ năm với chiều cao 184 mét.
Tòa nhà mới nhất được góp mặt vào danh sách là Lumière Riverside với tòa West (165m) và East (143m), The Hallmark (120m) và Define (110m) Tính đến ngày 7/3/2023, Thành phố Hồ Chí Minh đang có 44 tòa nhà đã cất nóc (trong đó có 14 tòa trên 100m) và 175 tòa nhà khác đang trong quá trình xây dựng.
Các tòa nhà trọc trời ở Thành phố Hồ Chí Minh tập trung chủ yếu ở các Quận 1, Quận 4, Quận 7, Bình Thạnh và khu vực phía tây nam của thành phố Thủ Đức. Mặc dù ở các quận khác trong thành phố vẫn có các tòa nhà trọc trời hay tòa nhà cao tầng nhưng số lượng lại khá ít. Tính đến năm 2023, toàn thành phố có tổng cộng 35 tòa nhà có chiều cao trên 150 mét.
| ≥50m | ≥100m | ≥150m | ≥200m | ≥400m |
| ---- | ----- | ----- | ----- | ----- |
| 1212 | 243   | 38    | 3     | 1     |

## Hình ảnh đường chân trời Thành phố Hồ Chí Minh

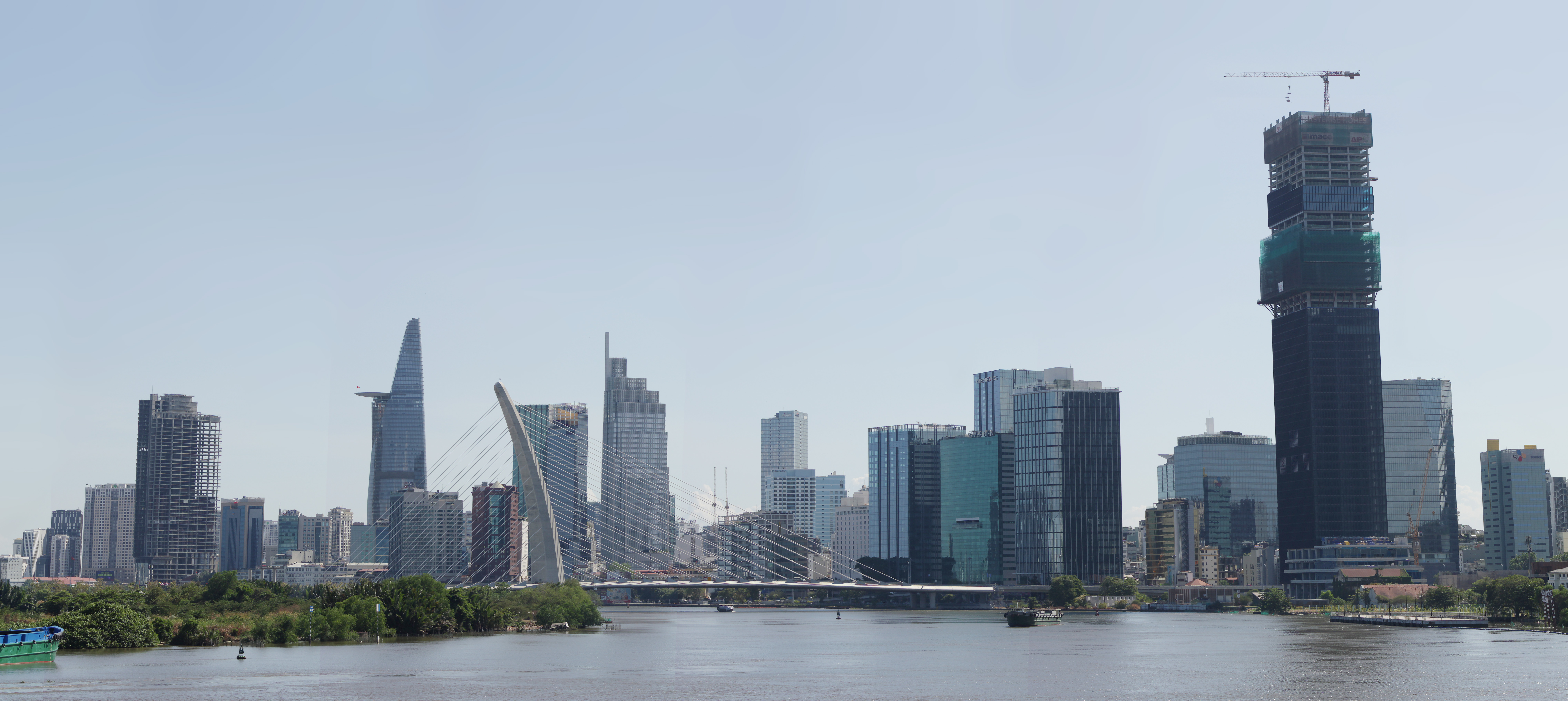
Đường chân trời khu vực trung tâm Thành phố Hồ Chí Minh năm 2024.

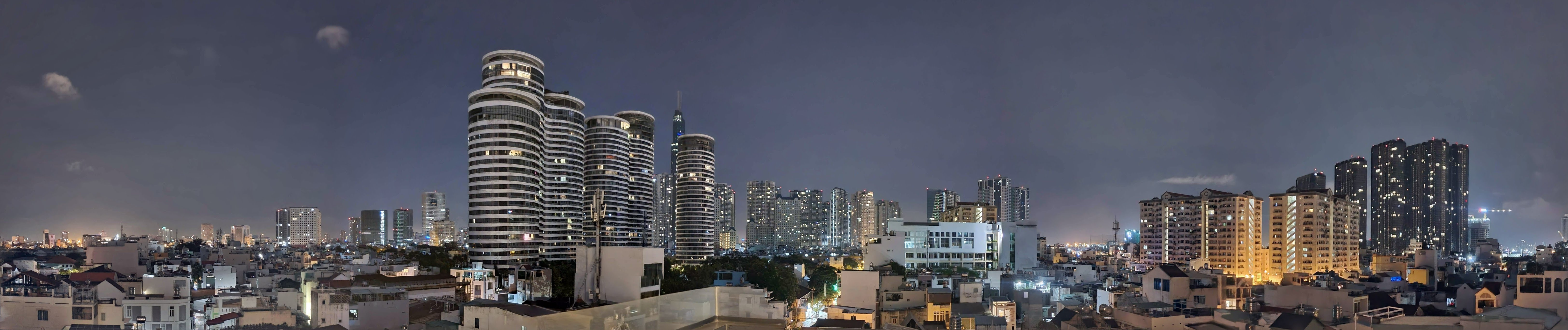
Đường chân trời quận Bình Thạnh năm 2021.

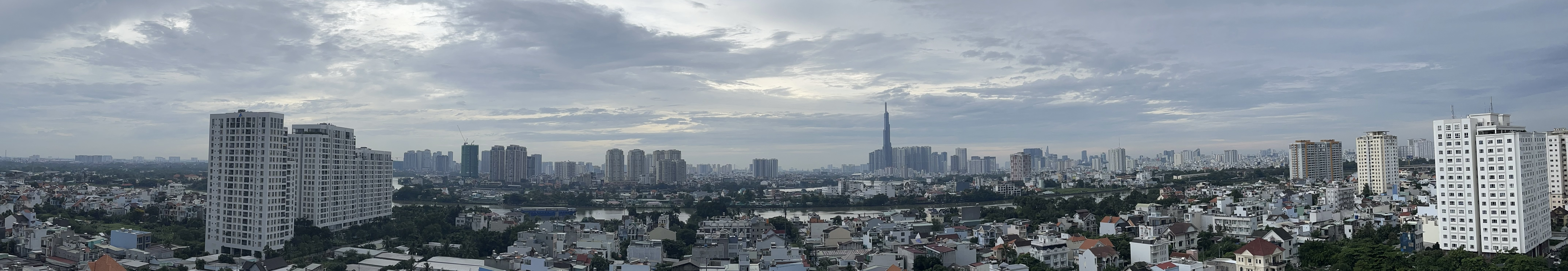
Đường chân trời phía đông bắc Thành phố Hồ Chí Minh năm 2022.

## Tòa nhà cao nhất
Danh sách các tòa nhà đã hoàn thành với chiều cao từ 120 mét trở lên.
Lưu ý: các mục được in nghiên biểu thị số liệu chiều cao ước tính của tòa nhà đó được tính dựa theo số tầng hoặc theo các tòa nhà trong cùng một tổ hợp
|  | Tòa nhà cao nhất Thành phố Hồ Chí Minh         |
|  | Tòa nhà đã từng cao nhất Thành phố Hồ Chí Minh |
|  | Tòa nhà đã hoàn thành phần thô                 |
|  | Tòa nhà đã cất nóc                             |

| Hạng | Tòa nhà                     | Hình ảnh                                                                                   | Vị trí     | Chiều cao | Số tầng | Hoàn thành               | Ghi chú |
| ---- | --------------------------- | ------------------------------------------------------------------------------------------ | ---------- | --------- | ------- | ------------------------ | --- |
| 1    | Landmark 81                 |                                                                                            | Bình Thạnh | 461,2     | 81      | 2018                     | Tòa nhà cao nhất Thành phố Hồ Chí Minh và Việt Nam Tòa nhà cao thứ 17 thế giới và thứ 2 Đông Nam Á Đài quan sát Skyview cao nhất Việt đặt tại tầng 79 đến 81 của tòa nhà Chiều cao tính đến đỉnh là 469,5m                                                          |
| 2    | Bitexco Financial Tower     |                                                                                            | Quận 1     | 262,5     | 68      | 2010                     | Tòa nhà đầu tiên của Việt Nam có chiều cao trên 200m Tòa nhà cao nhất Việt Nam từ năm 2010 cho đến khi bị vượt qua bởi AON Hanoi Landmark Tower năm 2011 Chiều cao tính đến điểm cao nhất của tòa nhà là 264m                                                       |
| 3    | Marina Central Tower        |                                                                                            | Quận 1     | 240       | 55      | 2025                     | Tên cũ: The Sun Tower Tòa nhà văn phòng hạng A có diện tích lớn nhất Thành phố Hồ Chí Minh Điểm nhấn của công trình nằm ở khối vườn treo từ tầng 35 đến tầng 43 Tòa nhà đầu tiên của Thành phố Hồ Chí Minh kết nối tầng hầm vào ga tuyến metro số 1 ở nhà ga Ba Son |
| 4    | Vietcombank Tower           |                                                                                            | Quận 1     | 205       | 35      | 2015                     | Tòa nhà cao thứ 8 Việt Nam Chiều cao tính đến phần mái của tòa nhà là 186m |
| 5    | IFC One Saigon              |                                                                                            | Quận 1     | 195,3     | 42      | 2023                     | Tên cũ: Saigon One Tower Được khởi công vào năm 2007 và bị đình trệ từ năm 2011 cho đến năm 2021 tòa nhà được tiếp tục triển khai và đổi tên thành IFC One Saigon như hiện tại Khi hoàn thành sẽ là tòa nhà cao thứ 9 tại Việt Nam                                  |
| 6    | Saigon Centre 2             |                                                                                            | Quận 1     | 191,8     | 42      | 2017                     | Giai đoạn 2 của Saigon Center Ban đầu công trình được thiết kế với hai tòa tháp phức hợp cao 66 và 88 tầng, cao nhất Thành phố Hồ Chí Minh. Tuy nhiên đã bị rút gọn lại còn một tòa nhà cao 42 tầng như hiện tại                                                    |
| 7    | Grand Marina Cove           |                                                                                            | Quận 1     | 188       | 47      | 2024                     | Cất nóc ngày 2 tháng 12 năm 2023 |
| 8    | Grand Marina Sea            |                                                                                            | Quận 1     | 188       | 47      | 2024                     | Cất nóc ngày 2 tháng 12 năm 2023 |
| 9    | Grand Marina Lagoon         |                                                                                            | Quận 1     | 188       | 45      | 2024                     | Cất nóc đầu tháng 12 năm 2023 |
| 10   | Landmark 2                  | PANO0001-Pano11099tam.jpg                                                                  | Bình Thạnh | 184,5     | 52      | 2017                     | Tòa nhà căn hộ cao thứ 2 Việt Nam Tòa nhà cao thứ 2 trong tổ hợp Vinhomes Central Park |
| 11   | Aqua 1                      | Landmark81 (49720266378).png                                                               | Quận 1     | 184,5     | 50      | 2018                     | Phân khu Aqua là một phần của tổ hợp Vinhomes Golden River |
| 12   | Aqua 2                      | Landmark81 (49720266378).png                                                               | Quận 1     | 184,5     | 50      | 2018                     | Phân khu Aqua là một phần của tổ hợp Vinhomes Golden River |
| 13   | Luxury 6                    | Landmark81 (49720266378).png                                                               | Quận 1     | 184,5     | 50      | 2018                     | Phân khu Luxury là một phần của tổ hợp Vinhomes Golden River |
| 14   | Park 6                      |                                                                                            | Bình Thạnh | 184       | 51      | 2017                     | [ 11 ] |
| 15   | Grand Marina Lake           | Saigon River (52680869576).jpg                                                             | Quận 1     | 182       | 47      | 2023                     | Tòa nhà căn hộ đầu tiên mang thương hiệu Marriott tại Việt Nam |
| 16   | Landmark 3                  | DJI 0212-HDR-Pano.jpg                                                                      | Bình Thạnh | 180       | 50      | 2017                     | [ 13 ] |
| 17   | Landmark 4                  | PANO0001-Pano11099tam.jpg                                                                  | Bình Thạnh | 180       | 50      | 2017                     | |
| 18   | Landmark Plus               |                                                                                            | Bình Thạnh | 180       | 50      | 2018                     | Công trình tháp đôi duy nhất trong tổ hợp Vinhomes Central Park |
| 19   | Landmark 5                  | PANO0001-Pano11099tam.jpg                                                                  | Bình Thạnh | 178       | 48      | 2017                     | [ 14 ] |
| 20   | Landmark 1                  |                                                                                            | Bình Thạnh | 175,5     | 47      | 2017                     | [ 15 ] |
| 21   | Park 5                      | DJI 0130-HDRabc.jpg                                                                        | Bình Thạnh | 175,5     | 50      | 2017                     | [ 16 ] |
| 22   | Park 7                      | DJI 0853-HDR-Pano.jpg                                                                      | Bình Thạnh | 175       | 47      | 2017                     | [ 17 ] |
| 23   | Hilton Saigon Hotel         |                                                                                            | Quận 1     | 171       | 34      | 2021                     | Tòa nhà chuyên biệt khách sạn cao nhất Thành phố Hồ Chí Minh |
| 24   | Golden House                | Landmark81 (49712386093).png                                                               | Bình Thạnh | 170       | 50      | 2020                     | Một phần của Sunwah Pearl |
| 25   | Central 3                   | Nguyen Huu Canh Street, HCMC.jpg                                                           | Bình Thạnh | 168,5     | 47      | 2016                     | |
| 26   | Central 2                   | DJI 0853-HDR-Pano.jpg                                                                      | Bình Thạnh | 168       | 47      | 2016                     | |
| 27   | LUMIÈRE Riverside West      |                                                                                            | Thủ Đức    | 165       | 44      | 2023                     | Tòa nhà cao nhất thành phố Thủ Đức Tháp đôi cao nhất Thành phố Hồ Chí Minh |
| 28   | White House                 | Landmark81 (49712386093).png                                                               | Bình Thạnh | 164,7     | 50      | 2020                     | Một phần của Sunwah Pearl |
| 29   | Saigon Times Square         |                                                                                            | Quận 1     | 163,5     | 40      | 2012                     | Công trình là liên hợp gồm hai tòa tháp đôi cao bằng nhau và cách nhau 21,25m |
| 30   | Park 4                      | DJI 0130-HDRabc.jpg                                                                        | Bình Thạnh | 162       | 43      | 2018                     | [ 23 ] |
| 31   | Landmark 6                  | DJI 0212-HDR-Pano.jpg                                                                      | Bình Thạnh | 161       | 45      | 2017                     | [ 24 ] |
| 32   | Lancaster Legacy A          |                                                                                            | Quận 1     | 160       | 38      | 2025                     | Cất nóc ngày 19 tháng 4 năm 2024 . |
| 33   | Lancaster Legacy B          |                                                                                            | Quận 1     | 160       | 38      | 2025                     | Cất nóc ngày 19 tháng 4 năm 2024 . |
| 34   | Lancaster Legacy C          |                                                                                            | Quận 1     | 160       | 38      | 2025                     | Cất nóc ngày 19 tháng 4 năm 2024 . |
| 35   | Aqua 3                      | Landmark81 (49720266378).png                                                               | Quận 1     | 157,3     | 42      | 2018                     | Phân khu Aqua là một phần của tổ hợp Vinhomes Golden River |
| 36   | Victory Tower               | HCMC Q7 Midtown 33.jpg                                                                     | Quận 7     | 155       | 33      | 2011                     | Tên cũ: Petroland Tower Tòa nhà cao nhất khu vực phía Nam Sài Gòn Tòa nhà cao nhất Quận 7 |
| 37   | Pearl Plaza                 |                                                                                            | Bình Thạnh | 152,5     | 32      | 2015                     | [ 26 ] |
| 38   | Park 2                      |                                                                                            | Bình Thạnh | 152,4     | 40      | 2017                     | [ 27 ] |
| 39   | Park 3                      |                                                                                            | Bình Thạnh | 151       | 42      | 2017                     | [ 28 ] |
| 40   | The View T6                 | Quarter 7 HCMC 12.jpg                                                                      | Quận 7     | 150,7     | 41      | 2019                     | Giai đoạn 2 của tổ hợp Riviera Point |
| 41   | The View T7                 | Quarter 7 HCMC 12.jpg                                                                      | Quận 7     | 150,7     | 41      | 2019                     | Giai đoạn 2 của tổ hợp Riviera Point |
| 42   | The View T8                 | Quarter 7 HCMC 12.jpg                                                                      | Quận 7     | 150,7     | 42      | 2019                     | Giai đoạn 2 của tổ hợp Riviera Point |
| 43   | Silver House                | Landmark81 (49712386093).png                                                               | Bình Thạnh | 148,4     | 45      | 2020                     | Một phần của Sunwah Pearl |
| 44   | Riviera Point T3            | Quarter 7 HCMC 12.jpg                                                                      | Quận 7     | 147       | 41      | 2014                     | Giai đoạn 1 của tổ hợp Riviera Point |
| 45   | Riviera Point T4            | Quarter 7 HCMC 12.jpg                                                                      | Quận 7     | 147       | 41      | 2014                     | Giai đoạn 1 của tổ hợp Riviera Point |
| 46   | Riviera Point T5            | Quarter 7 HCMC 12.jpg                                                                      | Quận 7     | 147       | 41      | 2014                     | Giai đoạn 1 của tổ hợp Riviera Point |
| 47   | Masteri Thảo Điền T5        |                                                                                            | Thủ Đức    | 146,9     | 44      | 2017                     | [ 32 ] |
| 48   | Saigon Trade Center         |                                                                                            | Quận 1     | 145       | 33      | 1997                     | Tòa nhà cao nhất Việt Nam từ năm 1997 cho đến năm 2010 khi Bitexco Financial Tower hoàn thành Chiều cao tính đến điểm cao nhất là 160m |
| 49   | Sunshine Sky City S4        |                                                                                            | Quận 7     | 144,5     | 38      | 2025                     | Cất nóc ngày 11 tháng 5 năm 2024 |
| 50   | Cantavil Premier D1         |                                                                                            | Thủ Đức    | 144,1     | 36      | 2013                     | Từng là tháp đôi cao nhất Thành phố Hồ Chí Minh tại thời điểm hoàn thành |
| 51   | Cantavil Premier D2         | Thủ Đức                                                                                    | 144,1      | 36        | 2013    |                          | Từng là tháp đôi cao nhất Thành phố Hồ Chí Minh tại thời điểm hoàn thành |
| 52   | Masteri Thảo Điền T3        |                                                                                            | Thủ Đức    | 144       | 43      | 2016                     | [ 32 ] |
| 53   | Masteri Thảo Điền T4        |                                                                                            | Thủ Đức    | 144       | 43      | 2016                     | [ 32 ] |
| 54   | Phú Hoàng Anh 1C            | Đô thị Phú mỹ hưng, q7, tphcm Việtnam - panoramio.jpg                                      | Nhà Bè     | 143,9     | 35      | 2012                     | Cất nóc ngày 11 tháng 5 năm 2024 |
| 55   | Phú Hoàng Anh 1D            | Đô thị Phú mỹ hưng, q7, tphcm Việtnam - panoramio.jpg                                      | Nhà Bè     | 143,9     | 35      | 2012                     | Cất nóc ngày 11 tháng 5 năm 2024 |
| 56   | Hoàng Anh Thanh Bình B      |                                                                                            | Quận 7     | 143,6     | 40      | 2016                     | [ 39 ] |
| 57   | RIO Tower                   |                                                                                            | Thủ Đức    | 143       | 42      | 2019                     | Một phần của Masteri An Phú |
| 58   | SOL Tower                   |                                                                                            | Thủ Đức    | 143       | 42      | 2019                     | Một phần của Masteri An Phú |
| 59   | Sunrise CityView B          |                                                                                            | Quận 7     | 143       | 37      | 2019                     | |
| 60   | LUMIÈRE Riverside East      |                                                                                            | Thủ Đức    | 143       | 36      | 2023                     | Tháp đôi cao nhất Thành phố Hồ Chí Minh |
| 61   | The Nexus Tower 2           |                                                                                            | Quận 1     | 141       | 36      | 2023                     | . |
| 62   | Opal Tower                  |                                                                                            | Bình Thạnh | 140,5     | 41      | 2019                     | Giai đoạn 3 của tổ hợp Saigon Pearl |
| 63   | The Aspen                   |                                                                                            | Thủ Đức    | 140       | 42      | 2018                     | Một phần của Gateway Thảo Điền |
| 64   | The Grand Manhattan B1      |                                                                                            | Quận 1     | 140       | 39      | 2024                     | Cất nóc ngày 16 tháng 1 năm 2024 |
| 65   | The Grand Manhattan B2      | Quận 1                                                                                     | 140        | 39        | 2025    | Cất nóc tháng 9 năm 2024 | |
| 66   | South Tower V5              |                                                                                            | Quận 7     | 139       | 35      | 2012                     | Phân khu South Towers là một phần trong tổ hợp Sunrise City |
| 67   | South Tower V6              |                                                                                            | Quận 7     | 139       | 35      | 2012                     | Phân khu South Towers là một phần trong tổ hợp Sunrise City |
| 68   | Central Tower W1            |                                                                                            | Quận 7     | 139       | 35      | 2015                     | Phân khu Central Towers là một phần trong tổ hợp Sunrise City |
| 69   | Central Tower W4            | Khu dân cư Trung Sơn, Bình Hưng, Bình Chánh, Hồ Chí Minh, Vietnam - panoramio.jpg          | Quận 7     | 139       | 35      | 2015                     | Phân khu Central Towers là một phần trong tổ hợp Sunrise City |
| 70   | North Tower X1              |                                                                                            | Quận 7     | 139       | 35      | 2016                     | Phân khu North Towers là một phần trong tổ hợp Sunrise City |
| 71   | North Tower X2              | Quận 7                                                                                     | 139        | 35        | 2016    |                          | Phân khu North Towers là một phần trong tổ hợp Sunrise City |
| 72   | Sunrise CityView A          |                                                                                            | Quận 7     | 139       | 36      | 2019                     | |
| 73   | Golden Plaza Residence      |                                                                                            | Quận 5     | 138,5     | 35      | 2014                     | Tòa nhà cao nhất Quận 5 |
| 74   | Sunshine Sky City S2        | Quarter 7 HCMC 6.jpg                                                                       | Quận 7     | 137,5     | 36      | 2025                     | Cất nóc ngày 15 tháng 7 năm 2024 |
| 75   | Sunshine Sky City S3        | Quarter 7 HCMC 6.jpg                                                                       | Quận 7     | 137,5     | 36      | 2025                     | Cất nóc ngày 15 tháng 6 năm 2024 |
| 76   | Central 1                   | DJI 0853-HDR-Pano.jpg                                                                      | Bình Thạnh | 137,4     | 38      | 2016                     | |
| 77   | Park 1                      | Landmark81 (49717244011).png                                                               | Bình Thạnh | 137,4     | 38      | 2016                     | [ 45 ] |
| 78   | Aqua 4                      | Landmark81 (49720266378).png                                                               | Quận 1     | 135,9     | 36      | 2018                     | Phân khu Aqua là một phần của tổ hợp Vinhomes Golden River |
| 79   | Saigon Pearl Ruby           |                                                                                            | Bình Thạnh | 135       | 38      | 2009                     | Giai đoạn 1 của tổ hợp Saigon Pearl |
| 80   | Saigon Pearl Sapphire       | Bình Thạnh                                                                                 | 135        | 38        | 2009    |                          | Giai đoạn 1 của tổ hợp Saigon Pearl |
| 81   | Saigon Pearl Topaz          | Bình Thạnh                                                                                 | 135        | 38        | 2009    |                          | Giai đoạn 1 của tổ hợp Saigon Pearl |
| 82   | Masteri Thảo Điền T1        |                                                                                            | Thủ Đức    | 135       | 40      | 2016                     | [ 32 ] |
| 83   | Masteri Thảo Điền T2        |                                                                                            | Thủ Đức    | 135       | 40      | 2016                     | [ 32 ] |
| 84   | The Tropical BS8            |                                                                                            | Thủ Đức    | 134,5     | 39      | 2024                     | The Tropical là một phần của phân khu The Beverly Solari tại Vinhomes Grand Park |
| 85   | The Tropical BS10           |                                                                                            | Thủ Đức    | 134,5     | 39      | 2024                     | The Tropical là một phần của phân khu The Beverly Solari tại Vinhomes Grand Park |
| 86   | Hoàng Anh Thanh Bình A      |                                                                                            | Quận 7     | 133       | 37      | 2016                     | |
| 87   | Hoàng Anh Thanh Bình C      | Quận 7                                                                                     | 133        | 37        | 2016    |                          | |
| 88   | Riviera E                   |                                                                                            | Thủ Đức    | 133       | 39      | 2023                     | Một phần của Masteri Center Point |
| 89   | Topaz Elite Dragon 1        |                                                                                            | Quận 8     | 132,1     | 33      | 2019                     | Tòa nhà cao nhất Quận 8 |
| 90   | Topaz Elite Dragon 2        |                                                                                            | Quận 8     | 132,1     | 33      | 2019                     | Tòa nhà cao nhất Quận 8 |
| 91   | The Oasis BS16              |                                                                                            | Thủ Đức    | 131,5     | 39      | 2023                     | The Oasis là một phần của phân khu The Beverly Solari tại Vinhomes Grand Park |
| 92   | Glory Heights GH3           |                                                                                            | Thủ Đức    | 131,5     | 39      | 2024                     | Phân khu Glory Heights là một phần của Vinhomes Grand Park |
| 93   | Central Tower W2            | Khu dân cư Trung Sơn, Bình Hưng, Bình Chánh, Hồ Chí Minh, Vietnam - panoramio.jpg          | Quận 7     | 131       | 34      | 2012                     | Phân khu Central Towers là một phần trong tổ hợp Sunrise City |
| 94   | Central Tower W3            | Khu dân cư Trung Sơn, Bình Hưng, Bình Chánh, Hồ Chí Minh, Vietnam - panoramio.jpg          | Quận 7     | 131       | 34      | 2012                     | Phân khu Central Towers là một phần trong tổ hợp Sunrise City |
| 95   | South Tower V2              | Nguyen thi Thap, Tan hung, quan 7, tp Ho Chi Minh, Vietnam - panoramio.jpg                 | Quận 7     | 131       | 33      | 2012                     | Phân khu South Towers là một phần trong tổ hợp Sunrise City |
| 96   | South Tower V1              | Nguyen thi Thap, Tan hung, quan 7, tp Ho Chi Minh, Vietnam - panoramio.jpg                 | Quận 7     | 131       | 33      | 2012                     | Phân khu South Towers là một phần trong tổ hợp Sunrise City |
| 97   | South Tower V3              | Nguyen thi Thap, Tan hung, quan 7, tp Ho Chi Minh, Vietnam - panoramio.jpg                 | Quận 7     | 131       | 33      | 2012                     | Phân khu South Towers là một phần trong tổ hợp Sunrise City |
| 98   | South Tower V4              | Nguyen thi Thap, Tan hung, quan 7, tp Ho Chi Minh, Vietnam - panoramio.jpg                 | Quận 7     | 131       | 33      | 2012                     | Phân khu South Towers là một phần trong tổ hợp Sunrise City |
| 99   | Sunshine Diamond River B-C  | Can ho ever rich 2, duong Dao tri,Phú Thuận, Quận 7, Hồ Chí Minh, Việt Nam - panoramio.jpg | Quận 7     | 130,4     | 37      | 2023                     | Khối B cất nóc năm 2015 vá khối C cất nóc năm 2020 tuy nhiên đến năm 2023 mới được bàn giao |
| 100  | Linden Residences 1A        |                                                                                            | Thủ Đức    | 129,5     | 34      | 2020                     | [ 50 ] |
| 101  | Linden Residences 2A        | Thủ Đức                                                                                    | 129,5      | 34        | 2020    | [ 50 ]                   | |
| 102  | The Beverly BE1             |                                                                                            | Thủ Đức    | 127,3     | 34      | 2024                     | Phân khu The Beverly là một phần của Vinhomes Grand Park |
| 103  | The Beverly BE2             |                                                                                            | Thủ Đức    | 127,3     | 34      | 2024                     | Phân khu The Beverly là một phần của Vinhomes Grand Park |
| 104  | The Beverly BE3             |                                                                                            | Thủ Đức    | 127,3     | 34      | 2024                     | Phân khu The Beverly là một phần của Vinhomes Grand Park |
| 105  | City Garden Boulevard       | Nhà cao tầng tại Phường 19, Quận Bình Thạnh.jpg                                            | Bình Thạnh | 127       | 30      | 2012                     | Giai đoạn 1 của dự án City Garden |
| 106  | City Garden Promenade       | Nhà cao tầng tại Phường 19, Quận Bình Thạnh.jpg                                            | Bình Thạnh | 127       | 30      | 2017                     | Giai đoạn 2 của dự án City Garden |
| 107  | Phú Hoàng Anh 1B            | Đô thị Phú mỹ hưng, q7, tphcm Việtnam - panoramio.jpg                                      | Nhà Bè     | 126       | 30      | 2012                     | |
| 108  | WhiskyCognac Building       |                                                                                            | Bình Thạnh | 125,8     | 26      | 2020                     | Còn được gọi là: Tòa nhà Việt, Saigon Co.op Tower Tên cũ: V_Ikon Building Chiều cao công trình tính đến mái của tòa nhà là 99 mét |
| 109  | Lacasa                      | Saigon district 7 seen from bus 20.jpg                                                     | Quận 7     | 124,9     | 35      | 2013                     | Là một phần của khu phức hợp La Casa |
| 110  | An Gia Skyline              | Saigon district 7 seen from bus 20.jpg                                                     | Quận 7     | 124,9     | 35      | 2017                     | Là một phần của khu phức hợp La Casa |
| 111  | River Panorama 1            | Saigon district 7 seen from bus 20.jpg                                                     | Quận 7     | 124,9     | 35      | 2020                     | Là một phần của khu phức hợp La Casa |
| 112  | River Panorama 2            | Saigon district 7 seen from bus 20.jpg                                                     | Quận 7     | 124,9     | 35      | 2020                     | Là một phần của khu phức hợp La Casa |
| 113  | Sky 89                      | Saigon district 7 seen from bus 20.jpg                                                     | Quận 7     | 124,9     | 35      | 2021                     | Là một phần của khu phức hợp La Casa |
| 114  | The Pegasuite               |                                                                                            | Quận 8     | 124,5     | 36      | 2019                     | [ 55 ] |
| 115  | Lim Tower                   | District 1 seen from Thu Duc city in december 2023.jpg                                     | Quận 1     | 123       | 34      | 2013                     | [ 56 ] |
| 116  | Saigon Royal Residences     |                                                                                            | Quận 4     | 123       | 35      | 2019                     | Tòa nhà cao nhất Quận 4 |
| 117  | Eco Green Saigon HR1A       | Z3475884501481 e354b1905fbc7ab4d87033ff47a25dd6-scaled.jpg                                 | Quận 7     | 123       | 36      | 2020                     | [ 58 ] |
| 118  | Eco Green Saigon HR1B       | Z3475884501481 e354b1905fbc7ab4d87033ff47a25dd6-scaled.jpg                                 | Quận 7     | 123       | 36      | 2020                     | [ 58 ] |
| 119  | Eco Green Saigon HR2C       | Z3475884501481 e354b1905fbc7ab4d87033ff47a25dd6-scaled.jpg                                 | Quận 7     | 123       | 36      | 2021                     | [ 58 ] |
| 120  | Eco Green Saigon HR2D       | Z3475884501481 e354b1905fbc7ab4d87033ff47a25dd6-scaled.jpg                                 | Quận 7     | 123       | 36      | 2021                     | [ 58 ] |
| 121  | The Western Capital B2      |                                                                                            | Quận 6     | 122,2     | 36      | 2022                     | Tòa nhà cao nhất Quận 6 |
| 122  | Ascott Waterfront Saigon    |                                                                                            | Quận 1     | 122       | 27      | 2016                     | |
| 123  | Lucky Palace                |                                                                                            | Quận 6     | 121,4     | 34      | 2017                     | [ 60 ] |
| 124  | Q7 Saigon Riverside Mercury |                                                                                            | Quận 7     | 120,9     | 34      | 2022                     | . |
| 125  | Q7 Saigon Riverside Saturn  |                                                                                            | Quận 7     | 120,9     | 34      | 2022                     | . |
| 126  | Q7 Saigon Riverside Uranus  |                                                                                            | Quận 7     | 120,9     | 34      | 2022                     | . |
| 127  | Q7 Saigon Riverside Venus   |                                                                                            | Quận 7     | 120,9     | 34      | 2022                     | . |
| 128  | Soho Residence              |                                                                                            | Quận 1     | 120,5     | 36      | 2021                     | |
| 129  | The Beverly BE5             |                                                                                            | Thủ Đức    | 120,4     | 32      | 2024                     | Phân khu The Beverly là một phần của Vinhomes Grand Park |
| 130  | The Beverly BE6             |                                                                                            | Thủ Đức    | 120,4     | 32      | 2024                     | Phân khu The Beverly là một phần của Vinhomes Grand Park |
| 131  | The Beverly BE7             |                                                                                            | Thủ Đức    | 120,4     | 32      | 2024                     | Phân khu The Beverly là một phần của Vinhomes Grand Park |
| 132  | Hùng Vương Plaza A          |                                                                                            | Quận 5     | 120       | 30      | 2008                     | [ 61 ] [ 62 ] |
| 133  | Hùng Vương Plaza B          |                                                                                            | Quận 5     | 120       | 30      | 2008                     | [ 61 ] [ 62 ] |
| 134  | The Tresor TS1              |                                                                                            | Quận 4     | 120       | 34      | 2014                     | |
| 135  | The Madison                 |                                                                                            | Thủ Đức    | 120       | 36      | 2018                     | Một phần của Gateway Thảo Điền |
| 136  | The Hallmark                |                                                                                            | Thủ Đức    | 120       | 30      | 2023                     | Đoạt giải thưởng "Tòa nhà văn phòng tốt nhất" tại lễ trao giải thưởng Bất động sản Việt Nam PropertyGuru 2023 |
| 137  | The Zeit River T2           |                                                                                            | Thủ Đức    | 120       | 32      | 2024                     | [ 64 ] |

### Tòa nhà cao nhất theo khu vực
| Khu vực    | Toà nhà                          | Chiều cao (m) | Số tầng | Hoàn thành |
| ---------- | -------------------------------- | ------------- | ------- | ---------- |
| Bình Thạnh | Landmark 81                      | 461,2         | 81      | 2018       |
| Quận 1     | Bitexco Financial Tower          | 262,5         | 68      | 2010       |
| Thủ Đức    | LUMIÈRE Riverside West           | 165           | 44      | 2023       |
| Quận 7     | Victory Tower                    | 155           | 33      | 2011       |
| Nhà Bè     | Phú Hoàng Anh 1C,D               | 143,9         | 35      | 2012       |
| Quận 5     | Golden Plaza Residence           | 138,5         | 35      | 2014       |
| Quận 8     | Topaz Elite Dragon               | 132,1         | 33      | 2021       |
| Quận 4     | Saigon Royal Residence 1         | 123           | 35      | 2019       |
| Quận 6     | The Western Capital B2           | 122,2         | 36      | 2022       |
| Quận 10    | Cao ốc Nguyễn Kim Khu B          | 117           | 31      | 2016       |
| Quận 11    | The Everrich 1                   | 112           | 25      | 2010       |
| Bình Tân   | Akari City - GĐ2                 | 112           | 30      | 2024       |
| Quận 3     | La Vela Saigon                   | 110           | 28      | 2019       |
| Bình Chánh | The Easter City                  | 102           | 30      | 2015       |
| Tân Phú    | Carillon 7                       | 90            | 27      | 2019       |
| Phú Nhuận  | The Prince Residence             | 89,6          | 22      | 2015       |
| Tân Bình   | Park Legend                      | 83,9          | 24      | 2021       |
| Quận 12    | Hưng Ngân Garden                 | 75            | 22      | 2016       |
| Củ Chi     | Bệnh viện Đa khoa khu vực Củ Chi | 67            | 13      | 2024       |
| Hóc Môn    | HQC Hóc Môn                      | 65,7          | 18      | 2015       |
| Gò Vấp     | I-Home A                         | 61            | 18      | 2017       |
| Cần Giờ    | Thánh thất Bình Khánh            | 30            | --      | 2015       |

## Các tòa nhà trong tương lai

### Đang xây dựng

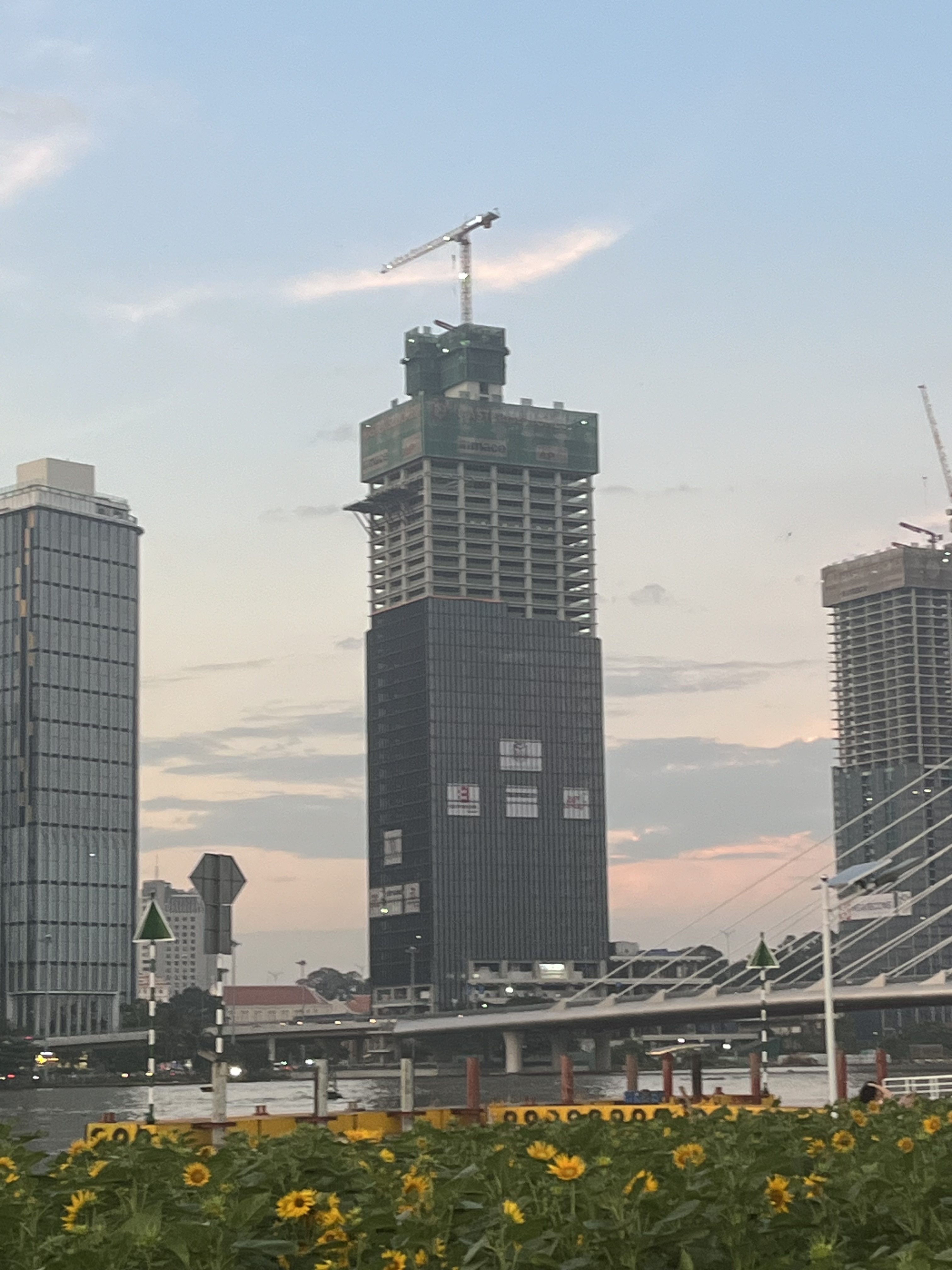
Tiến độ cuối tháng 12 năm 2023 của The Sun Tower

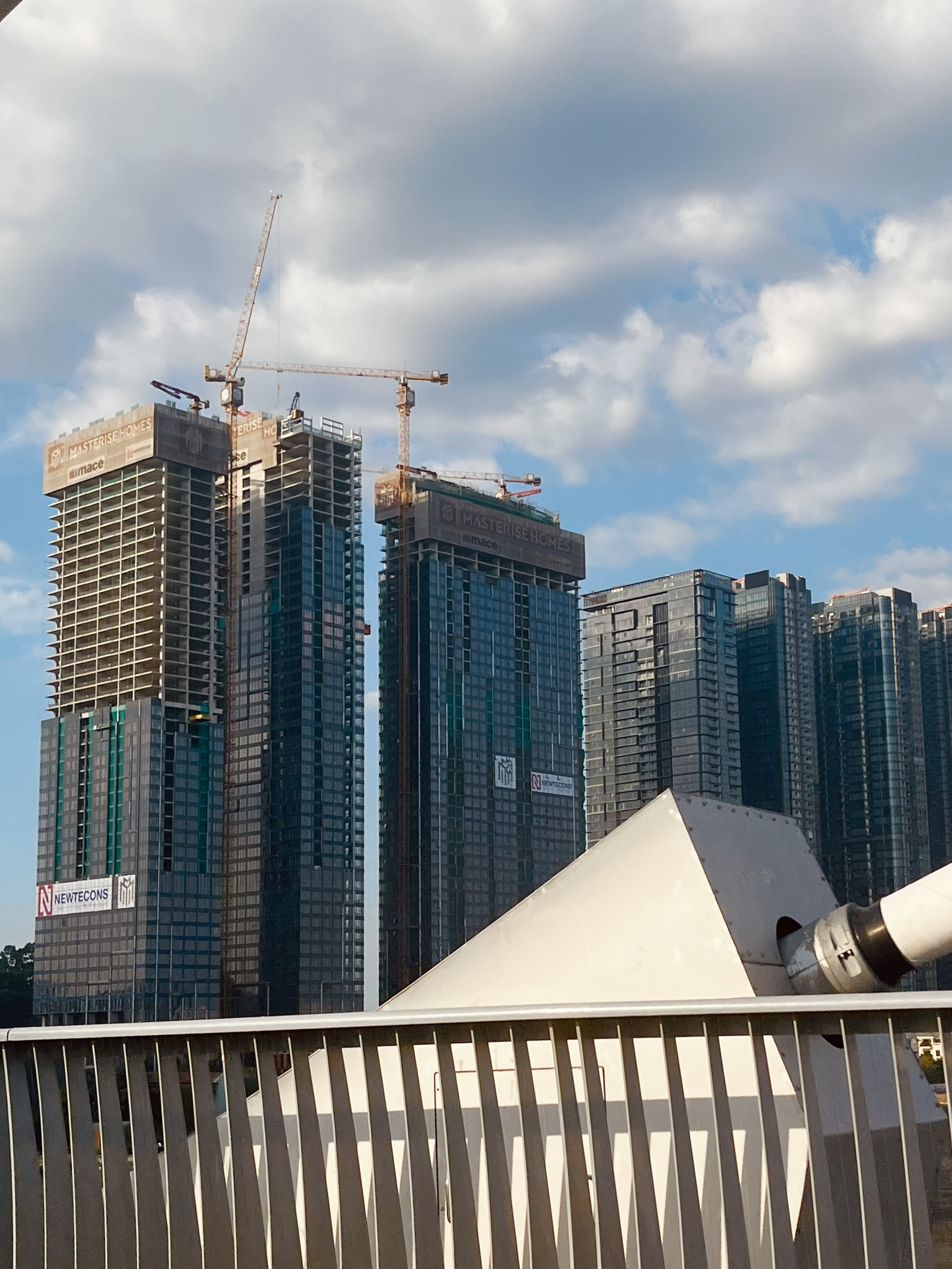
Tiến độ tháng 12 năm 2023 của Grand Marina Saigon

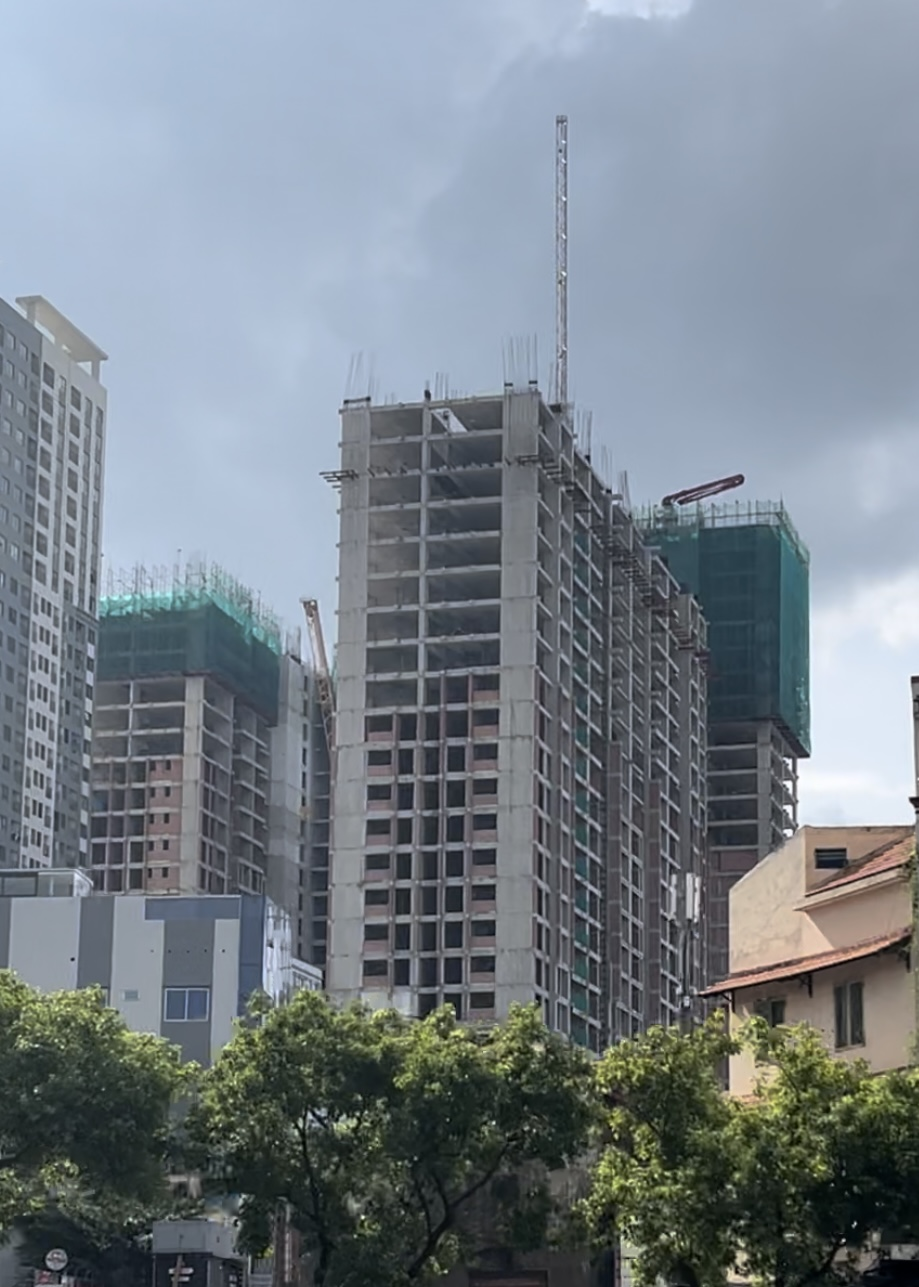
Tiến độ tháng 9 năm 2023 của The Grand Manhattan

Danh sách bao gồm các cao ốc đang được xây dựng hoặc chưa cất nóc với chiều cao từ 100m trở lên.
| Hạng | Tòa nhà                            | Vị trí   | Chiều cao | Số tầng | Dự kiến hoàn thành | Ghi chú                                         |
| ---- | ---------------------------------- | -------- | --------- | ------- | ------------------ | ----------------------------------------------- |
| 1    | The Sun Tower                      | Quận 1   | 240       | 55      | 2024               | Sẽ là tòa nhà cao thứ 3 TPHCM khi hoàn thành    |
| 2    | Cove Tower                         | Quận 1   | 175       | 47      | 2024               | Phân khu thứ 2 thuộc Grand Marina Saigon        |
| 3    | Sea Tower                          | Quận 1   | 175       | 47      | 2024               | Phân khu thứ 2 thuộc Grand Marina Saigon        |
| 4    | Lagoon Tower                       | Quận 1   | 167       | 45      | 2024               | Phân khu thứ 2 thuộc Grand Marina Saigon        |
| 5    | Lancaster Legacy A                 | Quận 1   | 160       | 38      | 2024               |                                                 |
| 6    | Lancaster Legacy B                 | Quận 1   | 160       | 38      | 2024               |                                                 |
| 7    | Lancaster Legacy C                 | Quận 1   | 160       | 38      | 2024               |                                                 |
| 8    | Tháp văn phòng Vinhomes Grand Park | Thủ Đức  | 153       | 45      | -                  |                                                 |
| 9    | Sunshine Sky City S4               | Quận 7   | 144,5     | 38      | 2023               |                                                 |
| 10   | The Infiniti Riviera Point T10     | Quận 7   | 143       | 40      | 2024               |                                                 |
| 11   | The Infiniti Riviera Point T11     | Quận 7   | 143       | 40      | 2024               |                                                 |
| 12   | The Grand Manhattan SGM 1          | Quận 1   | 140       | 39      | 2024               |                                                 |
| 13   | The Grand Manhattan SGM 2          | Quận 1   | 140       | 39      | 2024               |                                                 |
| 14   | The Grand Manhattan SGM 3          | Quận 1   | 140       | 39      | 2024               |                                                 |
| 15   | The Infiniti Riviera Point T9      | Quận 7   | 140       | 39      | 2024               |                                                 |
| 16   | The Infiniti Riviera Point T12     | Quận 7   | 140       | 39      | 2024               |                                                 |
| 17   | Sunshine Sky City S2               | Quận 7   | 137,5     | 36      | 2023               |                                                 |
| 18   | Sunshine Sky City S3               | Quận 7   | 137,5     | 36      | 2023               |                                                 |
| 19   | The Tropical BS8                   | Thủ Đức  | 134,5     | 39      | 2023               | Phân khu Tropical thuộc The Beverly Solari      |
| 20   | The Tropical BS10                  | Thủ Đức  | 134,5     | 39      | 2023               | Phân khu Tropical thuộc The Beverly Solari      |
| 21   | Ocean Tower                        | Quận 1   | 134       | 36      | 2024               | Phân khu thứ 2 thuộc Grand Marina Saigon        |
| 22   | The Oasis BS16                     | Thủ Đức  | 131,5     | 39      | 2023               | Phân khu Oasis thuộc The Beverly Solari         |
| 23   | Glory Heights GH                   | Thủ Đức  | 131,5     | 39      | 2024               | Phân khu Glory Heights thuộc The Beverly Solari |
| 24   | The Alpha Residence                | Thủ Đức  | 129       | 38      | 2024               |                                                 |
| 25   | The Resort BE1                     | Thủ Đức  | 127,3     | 34      | 2023               | Phân khu Resort thuộc The Beverly               |
| 26   | The Resort BE2                     | Thủ Đức  | 127,3     | 34      | 2023               | Phân khu Resort thuộc The Beverly               |
| 27   | The Resort BE3                     | Thủ Đức  | 127,3     | 34      | 2023               | Phân khu Resort thuộc The Beverly               |
| 28   | The Star BE8                       | Thủ Đức  | 127,3     | 34      | 2023               | Phân khu Star thuộc The Beverly                 |
| 29   | The Star BE9                       | Thủ Đức  | 127,3     | 34      | 2023               | Phân khu Star thuộc The Beverly                 |
| 30   | The Star BE10                      | Thủ Đức  | 127,3     | 34      | 2023               | Phân khu Star thuộc The Beverly                 |
| 31   | The Star Hill                      | Thủ Đức  | 127,3     | 34      | 2023               | Phân khu Star thuộc The Beverly                 |
| 32   | The Resort BE5                     | Thủ Đức  | 120,4     | 32      | 2023               | Phân khu Resort thuộc The Beverly               |
| 33   | The Resort BE6                     | Thủ Đức  | 120,4     | 32      | 2023               | Phân khu Resort thuộc The Beverly               |
| 34   | The Resort BE7                     | Thủ Đức  | 120,4     | 32      | 2023               | Phân khu Resort thuộc The Beverly               |
| 35   | The Park Avenue PA1                | Quận 11  | 119       | 32      | 2024               |                                                 |
| 36   | The Park Avenue PA2                | Quận 11  | 119       | 32      | 2024               |                                                 |
| 37   | The Signial 1                      | Quận 7   | 118       | 33      | 2023               | Thuộc khu phức hợp La Casa                      |
| 38   | The Signial 2                      | Quận 7   | 118       | 33      | 2023               | Thuộc khu phức hợp La Casa                      |
| 39   | V Plaza A                          | Quận 7   | 118       | 27      | 2023               |                                                 |
| 40   | V Plaza B                          | Quận 7   | 118       | 27      | 2023               |                                                 |
| 41   | King Crown Infinity Apollo         | Thủ Đức  | 116       | 30      | 2023               |                                                 |
| 42   | King Crown Infinity Artemis        | Thủ Đức  | 116       | 30      | 2023               |                                                 |
| 43   | Sunshine Horizon A                 | Quận 4   | 116       | 34      | 2024               |                                                 |
| 44   | Sunshine Horizon B                 | Quận 4   | 116       | 34      | 2024               |                                                 |
| 45   | The Oasis BS15                     | Thủ Đức  | 115,5     | 34      | 2023               | Phân khu Oasis thuộc The Beverly Solari         |
| 46   | The Tropical BS7                   | Thủ Đức  | 115,5     | 34      | 2023               | Phân khu Tropical thuộc The Beverly Solari      |
| 47   | Glory Heights GH2                  | Thủ Đức  | 115,5     | 34      | 2024               | Phân khu Glory Heights thuộc The Beverly Solari |
| 48   | D-Homme                            | Quận 6   | 114,7     | 30      | 2023               |                                                 |
| 49   | City Gate 3A                       | Quận 8   | 114,5     | 33      | 2024               |                                                 |
| 50   | City Gate 3B                       | Quận 8   | 114,5     | 33      | 2024               |                                                 |
| 51   | City Gate 3C                       | Quận 8   | 114,5     | 33      | 2024               |                                                 |
| 52   | The Tropical BS9                   | Thủ Đức  | 112,3     | 34      | 2023               | Phân khu Tropical thuộc The Beverly Solari      |
| 53   | Nara Residences N1                 | Thủ Đức  | 112       | 29      | 2023               |                                                 |
| 54   | Nara Residences N2                 | Thủ Đức  | 112       | 29      | 2023               |                                                 |
| 55   | Akari City AK7                     | Bình Tân | 112       | 30      | 2024               | Thuộc Khu đô thị Akari City                     |
| 56   | Akari City AK8                     | Bình Tân | 112       | 30      | 2024               | Thuộc Khu đô thị Akari City                     |
| 57   | Akari City AK9                     | Bình Tân | 112       | 30      | 2024               | Thuộc Khu đô thị Akari City                     |
| 58   | Akari City AK10                    | Bình Tân | 112       | 30      | 2024               | Thuộc Khu đô thị Akari City                     |
| 59   | Rome by Diamond Lotus              | Thủ Đức  | 109       | 32      | 2024               |                                                 |
| 60   | The Zeit River A                   | Thủ Đức  | 109       | 32      | 2023               | Sẽ cất nóc vào cuối năm 2023                    |
| 61   | The Peak Garden                    | Quận 7   | 105,2     | 26      | 2024               |                                                 |
| 62   | Metro Star 1                       | Thủ Đức  | 102,3     | 28      | 2023               |                                                 |
| 63   | Metro Star 2                       | Thủ Đức  | 102,3     | 28      | 2023               |                                                 |

### Đã lên kế hoạch, phê duyệt, đề xuất
| Hạng | Tòa nhà                         | Vị trí     | Chiều cao | Số tầng | Năm  | Trạng thái |
| ---- | ------------------------------- | ---------- | --------- | ------- | ---- | ---------- |
| 1    | Tháp Hải Đăng Vinhomes Cần Giờ  | Cần Giờ    | 600+      | 108     | 2031 | Phê duyệt  |
| 2    | Landmark 99                     | Bình Chánh | 460       | 99      | -    | Đề xuất    |
| 3    | Empire 88 Tower                 | Thủ Đức    | 398       | 88      | 2024 | Kế hoạch   |
| 4    | Sunshine Tower A                | Quận 1     | 370       | 72      | -    | Đề xuất    |
| 5    | Sunshine Tower B                | Quận 1     | 370       | 72      | -    | Đề xuất    |
| 6    | Eco Green Tall Tower            | Quận 7     | 275       | 69      | -    | Phê duyệt  |
| 7    | Saigon Centre 3                 | Quận 1     | 250       | 60      | -    | Kế hoạch   |
| 8    | Eco Smart City Tower            | Thủ Đức    | 240       | 64      | 2025 | Động thổ   |
| 9    | Eco Smart City - Lô 2.3 T2      | Thủ Đức    | 192       | 52      | 2025 | Động thổ   |
| 10   | Eco Smart City - Lô 2.6 T2      | Thủ Đức    | 192       | 52      | 2025 | Động thổ   |
| 11   | The Skyview                     | Thủ Đức    | 168       | 36      | 2024 | Kế hoạch   |
| 12   | Eximbank Tower                  | Quận 1     | 163       | 40      | -    | Phê duyệt  |
| 13   | Marina Park C                   | Quận 7     | 153       | 45      | -    | Đề xuất    |
| 14   | The Grand Sentosa S1            | Nhà Bè     | 153       | 45      | -    | Kế hoạch   |
| 15   | The Grand Sentosa S2            | Nhà Bè     | 153       | 45      | -    | Kế hoạch   |
| 17   | Masteri Thanh Đa Peninsula T1   | Bình Thạnh | 150       | 45      | 2024 | Phê duyệt  |
| 18   | Masteri Thanh Đa Peninsula T2   | Bình Thạnh | 150       | 45      | 2024 | Phê duyệt  |
| 19   | Masteri Thanh Đa Peninsula T3   | Bình Thạnh | 150       | 45      | 2024 | Phê duyệt  |
| 20   | Masteri Thanh Đa Peninsula T4   | Bình Thạnh | 150       | 45      | 2024 | Phê duyệt  |
| 21   | Masteri Thanh Đa Peninsula T6   | Bình Thạnh | 150       | 45      | 2024 | Phê duyệt  |
| 22   | Masteri Thanh Đa Peninsula T7   | Bình Thạnh | 150       | 45      | 2024 | Phê duyệt  |
| 23   | The Skyline                     | Thủ Đức    | 148       | 34      | 2024 | Kế hoạch   |
| 24   | Eco Smart City - Lô 2.6 T1      | Thủ Đức    | 148       | 40      | 2025 | Động thổ   |
| 25   | Marina Park B                   | Quận 7     | 147       | 43      | -    | Đề xuất    |
| 26   | Cape Pearl                      | Bình Thạnh | 145       | 44      | -    | Đề xuất    |
| 27   | Sunshine Sky City S5            | Quận 7     | 144,5     | 38      | 2025 | Kế hoạch   |
| 28   | Sunshine Sky City S6            | Quận 7     | 144,5     | 38      | 2025 | Kế hoạch   |
| 29   | The Opusk B                     | Thủ Đức    | 144       | 36      | -    | Kế hoạch   |
| 30   | The Loft Riviera Point T1       | Quận 7     | 143       | 40      | -    | Phê duyệt  |
| 31   | The Loft Riviera Point T2       | Quận 7     | 143       | 40      | -    | Phê duyệt  |
| 32   | The Nexus 2                     | Quận 1     | 141       | 36      | -    | Kế hoạch   |
| 33   | Sunshine Sky City S7            | Quận 7     | 137,5     | 36      | 2025 | Kế hoạch   |
| 34   | Sunshine Sky City S8            | Quận 7     | 137,5     | 36      | 2025 | Kế hoạch   |
| 35   | Sunshine Sky City S9            | Quận 7     | 137,5     | 36      | 2025 | Kế hoạch   |
| 36   | Chung cư New Tech A             | Quận 7     | 135       | 37      | 2025 | Phê duyệt  |
| 37   | Chung cư New Tech B             | Quận 7     | 135       | 37      | 2025 | Phê duyệt  |
| 38   | Masteri Thanh Đa Peninsula T5   | Bình Thạnh | 127       | 38      | 2024 | Phê duyệt  |
| 39   | Marina Park D                   | Quận 7     | 126       | 37      | -    | Đề xuất    |
| 40   | Eco Green Saigon MR1            | Quận 7     | 123       | 36      | -    | Kế hoạch   |
| 41   | Eco Green Saigon MR2            | Quận 7     | 123       | 36      | -    | Kế hoạch   |
| 42   | Sunshine Venicia                | Thủ Đức    | 122       | 36      | -    | Đề xuất    |
| 43   | Charming Dragonic A             | Quận 5     | 119       | 35      | -    | Đề xuất    |
| 44   | Lavida Plus B                   | Quận 7     | 119       | 33      | -    | Phê duyệt  |
| 45   | Thủ Thiêm Green Jewel A         | Thủ Đức    | 119       | 35      | -    | Đề xuất    |
| 46   | Thủ Thiêm Green Jewel B         | Thủ Đức    | 119       | 35      | -    | Đề xuất    |
| 47   | Thủ Thiêm Green Jewel C         | Thủ Đức    | 119       | 35      | -    | Đề xuất    |
| 48   | The Opusk A                     | Thủ Đức    | 112       | 28      | -    | Kế hoạch   |
| 49   | Akari City AK11                 | Bình Tân   | 112       | 30      | -    | Kế hoạch   |
| 50   | Akari City AK12                 | Bình Tân   | 112       | 30      | -    | Kế hoạch   |
| 51   | Akari City AK13                 | Bình Tân   | 112       | 30      | -    | Kế hoạch   |
| 52   | Akari City AK14                 | Bình Tân   | 112       | 30      | -    | Kế hoạch   |
| 53   | MU5 Empire City                 | Thủ Đức    | 112       | 33      | -    | Phê duyệt  |
| 54   | The Monarch                     | Thủ Đức    | 112       | 33      | -    | Phê duyệt  |
| 55   | The Blue Star CC1               | Quận 7     | 109       | 32      | -    | Kế hoạch   |
| 56   | The Blue Star CC2               | Quận 7     | 109       | 32      | -    | Kế hoạch   |
| 57   | The Blue Star CC3               | Quận 7     | 109       | 32      | -    | Kế hoạch   |
| 58   | The Blue Star CC4               | Quận 7     | 109       | 32      | -    | Kế hoạch   |
| 59   | Cao ốc Nguyễn Kim Khu B - Tòa B | Quận 10    | 105       | 31      | -    | Phê duyệt  |
| 60   | The Blue Star CC5               | Quận 7     | 105       | 31      | -    | Kế hoạch   |
| 61   | The Blue Star CC6               | Quận 7     | 105       | 31      | -    | Kế hoạch   |
| 62   | The Blue Star CC7               | Quận 7     | 105       | 31      | -    | Kế hoạch   |
| 63   | Grand Central                   | Quận 3     | 102       | 30      | -    | Đề xuất    |
| 64   | Marina Park A                   | Quận 7     | 102       | 30      | -    | Đề xuất    |
| 65   | Riverfront Residence B          | Thủ Đức    | 102       | 30      | -    | Đề xuất    |
| 66   | Springlight City A              | Quận 1     | 102       | 30      | -    | Đề xuất    |
| 67   | Springlight City B              | Quận 1     | 102       | 30      | -    | Đề xuất    |
| 68   | Springlight City C              | Quận 1     | 102       | 30      | -    | Đề xuất    |
| 69   | Springlight City D              | Quận 1     | 102       | 30      | -    | Đề xuất    |

### Tầm nhìn
| Hạng | Tòa nhà                               | Vị trí     | Chiều cao | Số tầng | Năm  |
| ---- | ------------------------------------- | ---------- | --------- | ------- | ---- |
| 1    | Xi Park Tower                         | Quận 1     | 220       | 54      | -    |
| 2    | Saigon Gem Tower                      | Quận 1     | 205       | 47      | -    |
| 3    | Thiên Thanh Sài Gòn Plaza - Hotel     | Quận 10    | 204       | 60      | -    |
| 4    | Thiên Thanh Sài Gòn Plaza - Office    | Quận 10    | 198       | 58      | -    |
| 5    | VIJA Park 1A                          | Thủ Đức    | 198       | 40      | 2009 |
| 6    | VIJA Park 2A                          | Thủ Đức    | 198       | 40      | 2010 |
| 7    | VIJA Park 2B                          | Thủ Đức    | 198       | 40      | 2010 |
| 8    | Thiên Thanh Sài Gòn Plaza - Education | Quận 10    | 177       | 52      | -    |
| 9    | Landmark Riverside Quân Cảng          | Bình Thạnh | 160       | 45      | -    |
| 10   | PetroVietnam Landmark Tower           | Thủ Đức    | 134       | 25      | 2011 |
| 11   | VIJA Park 1B                          | Thủ Đức    | 130       | 25      | 2009 |
| 12   | Vina Square Hotel Tower               | Quận 5     | 103       | 27      | -    |
| 13   | VIJA Park 1C                          | Thủ Đức    | 94        | 20      | 2009 |
| 14   | Vina Square Residence 1               | Quận 5     | 85        | 25      | -    |
| 15   | Vina Square Residence 2               | Quận 5     | 85        | 25      | -    |
| 16   | Vina Square Residence 3               | Quận 5     | 85        | 25      | -    |
| 17   | Nowzone 3A                            | Quận 1     | 82        | 24      | -    |
| 18   | Nowzone 3B                            | Quận 1     | 82        | 24      | -    |
| 19   | VIJA Park 1D                          | Thủ Đức    | 78        | 18      | 2008 |

## Bị hủy bỏ hoặc dừng thi công

### Đang bị trì hoãn
| Hạng | Tòa nhà                          | Vị trí   | Chiều cao | Tầng | Khởi công       | Trì hoãn        | Tiến độ                  |
| ---- | -------------------------------- | -------- | --------- | ---- | --------------- | --------------- | ------------------------ |
| 1    | Saigon Melinh Tower 1            | Quận 1   | 240       | 48   | Chưa triển khai | Chưa triển khai | Đất trống                |
| 2    | One Central Saigon A             | Quận 1   | 240       | 55   | 2012 / 2019     | 2022            | Thi công đến tầng 14     |
| 3    | One Central Saigon B             | Quận 1   | 218       | 48   | 2012 / 2019     | 2022            | Thi công đến tầng 14     |
| 4    | Dragon Riverside Tower           | Quận 5   | 202       | 53   | Chưa triển khai | Chưa triển khai | Đất trống                |
| 5    | Saigon Jewelry Center Tower      | Quận 1   | 200       | 52   | Chưa triển khai | Chưa triển khai | Đất trống                |
| 6    | Alpha Hill A                     | Quận 1   | 195       | 49   | Chưa triển khai | Chưa triển khai | Đất trống                |
| 7    | Alpha Hill B                     | Quận 1   | 195       | 49   | Chưa triển khai | Chưa triển khai | Đất trống                |
| 8    | Saigon Melinh Tower 2            | Quận 1   | 180       | 36   | Chưa triển khai | Chưa triển khai | Đất trống                |
| 9    | Grand Marina Spring Tower        | Quận 1   | 175       | 47   | 2020            | 2022            | Thi công đến tầng 1      |
| 10   | Grand Marina Strait Tower        | Quận 1   | 175       | 47   | 2020            | 2022            | Thi công đến tầng 1      |
| 11   | Satra Tax Plaza                  | Quận 1   | 165       | 40   | Chưa triển khai | Chưa triển khai | Đất trống                |
| 12   | Viet Capital Center              | Quận 1   | 160       | 40   | 2017            | 2017            | Thi công đến tầng 5      |
| 13   | Alpha Tower                      | Quận 1   | 160       | 35   | Chưa triển khai | Chưa triển khai | Đất trống                |
| 14   | BIDV Tower                       | Quận 1   | 152       | 40   | Chưa triển khai | Chưa triển khai | Đất trống                |
| 15   | Sunshine Diamond River A1        | Quận 7   | 152       | 40   | Chưa triển khai | Chưa triển khai | Đất trống                |
| 16   | Sunshine Diamond River A2        | Quận 7   | 152       | 40   | Chưa triển khai | Chưa triển khai | Đất trống                |
| 17   | Sunshine Diamond River A3        | Quận 7   | 152       | 40   | Chưa triển khai | Chưa triển khai | Đất trống                |
| 18   | Sunshine Diamond River D1        | Quận 7   | 152       | 40   | Chưa triển khai | Chưa triển khai | Đất trống                |
| 19   | Sunshine Diamond River D2        | Quận 7   | 152       | 40   | Chưa triển khai | Chưa triển khai | Đất trống                |
| 20   | Sunshine Diamond River D3        | Quận 7   | 152       | 40   | Chưa triển khai | Chưa triển khai | Đất trống                |
| 21   | Lancaster Lincoln A              | Quận 4   | 144       | 40   | 2016            | 2018            | Hoàn thành phần ngầm     |
| 22   | Lancaster Lincoln B              | Quận 4   | 144       | 40   | 2016            | 2018            | Hoàn thành phần ngầm     |
| 23   | Dragon Hill Premier A            | Quận 5   | 136       | 40   | 2017            | 2019            | Thi công đến tầng 1      |
| 24   | Dragon Hill Premier B            | Quận 5   | 136       | 40   | 2017            | 2019            | Thi công đến tầng 1      |
| 25   | Laimian Center CT-1 (7 tòa)      | Thủ Đức  | 136       | 40   | 2019            | 2020            | Thi công phần ngầm       |
| 26   | Laimian Park CT-2 (6 tòa)        | Thủ Đức  | 136       | 40   | Chưa triển khai | Chưa triển khai | Đất trống                |
| 27   | Laimian Galaxy City CT-3 (4 tòa) | Thủ Đức  | 136       | 40   | 2019            | 2020            | Hoàn thành phần ngầm     |
| 28   | Grand Marina Bay Tower           | Quận 1   | 134       | 36   | 2020            | 2022            | Thi công đến tầng 1      |
| 29   | Laimian Galaxy City CT-4 (3 tòa) | Thủ Đức  | 133       | 39   | 2019            | 2020            | Hoàn thành phần ngầm     |
| 30   | Laimian Ruby CT-7                | Thủ Đức  | 129       | 38   | Chưa triển khai | Chưa triển khai | Đất trống                |
| 31   | 7-9 Tôn Đức Thắng                | Quận 1   | 123       | 34   | Chưa triển khai | Chưa triển khai | Đất trống                |
| 32   | Charmington Iris - Aqua Luxury   | Quận 4   | 119       | 35   | Chưa triển khai | Chưa triển khai | Đất trống                |
| 33   | Charmington Iris - Iris Luxury   | Quận 4   | 119       | 35   | Chưa triển khai | Chưa triển khai | Đất trống                |
| 34   | Laimian Diamond CT-6             | Thủ Đức  | 119       | 35   | Chưa triển khai | Chưa triển khai | Đất trống                |
| 35   | The Palace Residence A           | Thủ Đức  | 119       | 35   | Chưa triển khai | Chưa triển khai | Đất trống                |
| 36   | The Palace Residence B           | Thủ Đức  | 119       | 35   | Chưa triển khai | Chưa triển khai | Đất trống                |
| 37   | The Palace Residence C           | Thủ Đức  | 119       | 35   | Chưa triển khai | Chưa triển khai | Đất trống                |
| 38   | The Palace Residence D           | Thủ Đức  | 119       | 35   | Chưa triển khai | Chưa triển khai | Đất trống                |
| 39   | The Palace Residence E&F         | Thủ Đức  | 119       | 35   | Chưa triển khai | Chưa triển khai | Đất trống                |
| 40   | Laimian Diamond CT-5             | Thủ Đức  | 116       | 34   | Chưa triển khai | Chưa triển khai | Đất trống                |
| 41   | Laimian Sapphire CT-8            | Thủ Đức  | 116       | 34   | Chưa triển khai | Chưa triển khai | Đất trống                |
| 42   | Majestic Hotel mở rộng           | Quận 1   | 110       | 27   | 2010 / 2019     | 2016 / 2019     | Hoàn thành phần ngầm     |
| 43   | Centa Park A                     | Tân Bình | 109       | 32   | Chưa triển khai | Chưa triển khai | Đất trống                |
| 44   | Centa Park B                     | Tân Bình | 109       | 32   | Chưa triển khai | Chưa triển khai | Đất trống                |
| 45   | Centa Park C                     | Tân Bình | 109       | 32   | Chưa triển khai | Chưa triển khai | Đất trống                |
| 46   | Centa Park D                     | Tân Bình | 109       | 32   | Chưa triển khai | Chưa triển khai | Đất trống                |
| 47   | Tropic Garden B                  | Thủ Đức  | 103       | 27   | Chưa triển khai | Chưa triển khai | Khu dân cư               |
| 48   | Chung cư Soái Kình Lâm A         | Quận 5   | 102       | 30   | Chưa triển khai | Chưa triển khai | Chưa giải phóng mặt bằng |
| 49   | The Avila 2F                     | Quận 8   | 102       | 30   | Chưa triển khai | Chưa triển khai | Đất trống                |

### Đã hủy bỏ
| Tòa nhà                           | Vị trí     | Chiều cao | Tầng | Ghi chú                                                      |
| --------------------------------- | ---------- | --------- | ---- | ------------------------------------------------------------ |
| Thu Thiem Tower                   | Thủ Đức    | 500       | 120  | Vị trí Empire 88 Tower hiện tại                              |
| GS Thu Thiem                      | Thủ Đức    | 452       | 120  | Vị trí Zeit River hiện tại                                   |
| SCIC Financial Tower              | Thủ Đức    | 450       | 105  |                                                              |
| Phú Mỹ Hưng Financial Tower       | Quận 7     | 400       | 80   |                                                              |
| Dự án Amigo                       | Quận 1     | 400       | 99   | Vị trí Saigon Prince Hotel và khu dân cư xung quanh hiện tại |
| Tân Tạo Sky Tower                 | Bình Thạnh | 300       | 84   | Vị trí Vinhomes Central Park hiện tại                        |
| Hưng Điền New Town - Tháp 81 tầng | Bình Chánh | 278       | 81   |                                                              |
| Hưng Điền New Town - Tháp 69 tầng | Bình Chánh | 237       | 69   |                                                              |
| Vinashin Tower                    | Quận 1     | 210       | 55   |                                                              |
| Lê Lợi Hotel                      | Quận 1     | 190       | 50   | Vị trí Bệnh viện Đa khoa Sài Gòn hiện tại                    |
| Windhorst Tower                   | Quận 1     | 180       | 55   | Vị trí Vietcombank Tower hiện tại                            |
| Saigon Financial Center           | Quận 1     | 175       | 40   | Vị trí Bệnh viện Đa khoa Sài Gòn hiện tại                    |
| Bonday Ben Thanh Tower            | Quận 1     | 170,1     | 35   | Vị trí Vietcombank Tower hiện tại                            |
| Mekong Housing Bank Tower         | Quận 1     | 170       | 38   | Vị trí BIDV chi nhánh Hàm Nghi hiện tại                      |
| Lavenue Crown                     | Quận 1     | 160       | 36   |                                                              |
| Harmony Point                     | Quận 4     | 150       | 35   |                                                              |
| The Eden Center                   | Quận 1     | 119       | 33   | Vị trí Union Square hiện tại                                 |
| Intresco Plaza                    | Quận 3     | 85        | 25   | Vị trí Khách sạn La Vela Saigon hiện tại                     |
| Ascent Cityview                   | Quận 4     | 68        | 21   |                                                              |
| Otran Tower                       | Quận 1     | 59        | 14   | Vị trí Ree Tower hiện tại                                    |

## Mốc thời gian của các tòa nhà cao nhất
| Số năm cao nhất | Tòa nhà                          | Hình ảnh | Chiều cao          | Số tầng | Quận       |
| --------------- | -------------------------------- | -------- | ------------------ | ------- | ---------- |
| 2018 – Hiện tại | Landmark 81                      |          | 461,3 m (1.513 ft) | 81      | Bình Thạnh |
| 2010 – 2018     | Bitexco Financial Tower          |          | 262,5 m (861 ft)   | 68      | Quận 1     |
| 1997 – 2010     | Saigon Trade Center              |          | 145 m (476 ft)     | 33      | Quận 1     |
| 1996 – 1997     | Saigon Centre 1                  |          | 106 m (348 ft)     | 25      | Quận 1     |
| 1995 – 1996     | Sunwah Tower                     |          | 92 m (302 ft)      | 21      | Quận 1     |
| 1993 – 1995     | VTP Building                     |          | 65 m (213 ft)      | 15      | Quận 1     |
| 1895 – 1993     | Nhà thờ chính tòa Đức Bà Sài Gòn |          | 60,5 m (198 ft)    | --      | Quận 1     |
| 1876 – 1895     | Nhà thờ Tân Định                 |          | 55,3 m (181 ft)    | --      | Quận 3     |
| 1873 – 1876     | Dinh Norodom                     |          | ~20 m (66 ft)      | 2       | Quận 1     |
| 1859 – 1873     | ?                                | ?        | ?                  | ?       | ?          |
| 1836 – 1859     | Thành Phụng                      |          | 20 m (66 ft)       | -       | Quận 1     |
| 1790 – 1835     | Thành Bát Quái                   |          | 6,4 m (21 ft)      | -       | Quận 1     |